# Küblis
Küblis är en ort och kommun i regionen Prättigau/Davos i kantonen Graubünden, Schweiz. Kommunen har 920 invånare (2023). Den ligger i övre delen av dallandskapet Prättigau. 